# 教会政治史
教会政治史（きょうかいせいじし）は、キリスト教会の運営の形態の変遷の歴史である。教会政治の形態は監督制、長老制、会衆制の3つに分類される。

## 歴史
旧約聖書時代においては、民の長老が立てられて、モーセと共に、イスラエルの民を裁いた。
新約聖書時代、最初の使徒がイエス・キリストによって直接選ばれた。使徒の権威は按手によって継承された。
初代教会においては、司教と祭司という監督と長老による監督制が主流であった。
1054年の東西教会の分裂時において、正教会もカトリックも、司教制と使徒継承の教理を持ち続けた。
イギリスの宗教改革時には、イングランド国教会はローマの至上権を否定するために国王至上法を出した。
またルーテル教会では、監督制が採用されたが、使徒継承は主張されなかった。また、後にメソジスト教会は監督制を採用した。
モラビア派は長老制を採用したが、使徒継承を認めている。
16世紀頃から、新約聖書における制度の再発見としての、長老制が主張された。ジャン・カルヴァンはジュネーヴで長老制を実施しようとしたが、失敗した。ジョン・ノックスはスコットランド国教会で教区制に適用するために、会衆制の要素を取り入れて長老制を変形して用いた。
また、宗教改革時に、1582年のイギリスではロバート・ブラウンらの主張により、会衆制が起こった。しかし、イギリスでは禁止されたので、オランダに移住して、さらにアメリカ合衆国にピリグリム・ファーザーズとして渡り、会衆主義教会が起こった。アメリカの会衆派教会はアメリカン・ボードを形成して、明治時代の日本に宣教師を派遣して、日本組合基督教会を形成した。
バプテスト教会や単立教会でも会衆制を採用した。会衆政治は直接民主主義的であり、成人男子会員にはすべて選挙権が与えられた。教会員の入会脱会も教会員の投票で決定される。牧師は教会による選挙により、任職と辞職が成立する。各個教会主義を採るために、会衆政治をとる教会間の間には、拘束力のないなどのゆるい関係がある。